# فیلیپا گلدرز
فیلیپا گلدرز (انگلیسی: Philippa of Guelders؛ 1462 – ۲۸ فوریهٔ ۱۵۴۷) دوشس لورن و همسر رنه دوم، دوک لورن بود فیلیپا در سال ۱۴۶۲ در برابانت متولد شد، دختر آدولف اگموند و کاتارین بوربن او دوقلو شارل، دوک گولدرز بود؛ آنها در گراو، هلند متولد شده و تنها فرزندان والدینشان بودند. برای تقویت روابط میان پادشاهی فرانسه و ایالت لورن، او به عنوان عروس رنه دوم، دوک لورن (۱۴۵۱–۱۵۰۸) انتخاب شد. ازدواج در سپتامبر ۱۴۸۵ در Orléans صورت گرفت.
پس از مرگ همسرش در سال ۱۵۰۸، فیلیپا سعی کرد تا حکومت بر قلمرو را برای نام پسرش آنتونی، که ۱۹ ساله بود، تحکیم کند، با این حال، زمانی که دوک آنتونی در ایتالیا در سال ۱۵۰۹ خدمت می‌کرد، او فیلیپه مادر خود را به عنوان نایب السلطنه در لورن در زمان غیبت خود به خدمت گرفت.